# Поверх бар'єрів (збірка поезій)
Поверх бар'єрів (рос. Поверх барьеров) — збірка віршів російського письменника і поета Бориса Пастернака. Видана у грудні 1916 року у Москві. До збірки увійшли вірші різних років творчості письменника. Перевидана у 1929 році. 

## Опис
Складається з 4-х циклів віршів:
- «Початкова пора», присвячений Миколі Асєєву;
- «Поверх бар'єрів», присвячений Володимиру Маяковському;
- «Епічні мотиви», присвячений «Милому другу Дружині»;
- «Білі вірші», присвячений Є. А. Дородновій.

Книга під цією назвою була складена восени 1916 року і вийшла напередодні 1917 року. До віршів цього часу автор відносився як свого роду технічним етюдам, пошукам засобів вираження. Однією з можливих назв книги була «44 вправи», для остаточної — використано рядок з вірша «Петербург». Для перевидання книги у 1929 році Пастернак переробив багато з віршів, що її склали, додавши три вірші, які збереглися у нього у рукописах. У книзі 1929 року розділ був присвячений Володимиру Маяковському, під чарівністю знайомства з яким писалися вірші 1914—1916 років.

## Зміст
- Петербург («Как в пулю сажают вторую пулю»). Написаний під безпосереднім враженням короткої поїздки у Петербург у жовтні 1915 року. Рядок з III вірша став назвою книги. У вірші позначилася спадкоємність пушкінської концепції особистості Петра I. «Гайдук» — лакей для виїзду. Кнастер — сорт тютюну. Нарвская (застава) и Охта — околичні райони Петербурга.
- «Волны толкутся. Мостки для хотьбы…»
- «Чертежный рейсфедер…»
- «Тучи, как волосы, встали дыбом…»
- Зимнее небо
- Душа («О вольноотпущенница, если вспомнится…»). Початкова назва «Внедренная». «Пленница лет» — той самий образ безсмертя душі отримав у кінці життя Пастернака вираз, який став класичним: «вечности заложник у времени в плену» («Ніч», 1956). «Как билась княжна Тараканова» — мається на увазі картина Костянтина Флавицького (1830—1866), яка зображує претендентку на руський престол Єлизавету Тараканову у Петропавлівській фортеці у часи повені 1775 року.
- «Не как люди, не еженедельно…». У листі 2 травня 1959 року Пастернак писав Ж. де Пруаяр про особливості свого звернення до християнства, яке у силу сімейних обставин і середовища викликало деякі складощі і «завжди залишалось душевною напівтаємницею, предметом рідкісного і виключного натхнення, аж ніяк не спокійною звичкою». «С чем бы стал Ты есть земную соль?» — маються на увазі слова Христа на Нагірній проповіді: «Вы — соль земли. Если же соль потеряет силу, то чем сделаете ее соленою?» (Мф.5,13).
- Раскованный голос
- Метель. Цикл присвячений знайомству Пастернака з сестрами Синяковими, взимку 1914—1915 років, які мешкали у Замоскворіччі. 2-й вірш спочатку називався «Сочельник», — про святкування Різдва у Синякових Пастернак згадував в «Охранной грамоте». Ототожнення сніжного вихору з нечистою силою — стійкий мотив народно-релігійної свідомості. Звідси зіставлення хуртовини зі скаженою вуличною стихією у 2-му вірші. Замсотье — район Варшави. Колиньи — Гаспар де Шатійон (1519—1572), адмірал Франції, голова гугенотів і перша жертва змовників. Сполагоря — легко, безтурботно.
  - 1. «В посаде, куда ни одна нога…»
  - 2. «Все в крестиках двери, как в Варфоломееву ночь»
- Урал впервые. Вперше Пастернак побачив Урал у січні 1916 році і пробув там по червень 1916-го, працюючи конторщиком на хімічних заводах у Пермській губернії. У вірші уральський пейзаж списаний з вікна поїзда, причому промені сонця, що сходить з-за гір, що сковзають як на лижах униз, названі «азіатцями», оскільки по хребту проходить кордон Азії та Європи. Ці ж враження передані у повісті «Дитинство Люверс» очима дівчинки. Камка — старовинна шовкова тканина, прикрашена візерунками.
- Ледоход. Початкова назва «Заря на севере». «С мясом только вырвешь вечер» — образ кривавих заходів сонця на Уралі повторений у «Дитинстві Люверс».: «Вечеру только с кровью удавалось отодрать приставший день».
- «Я понял жизни цель и чту…». Перший рядок — перифраз з вірша Пушкіна «К вельможе». Берковец — міра вагів у 10 пудів або 160 кг. Церковный зык — порівняльний опис великопісного дзвону в «Охоронній грамоті».
- Ивака. У листі до Ріпелліно Пастернак пояснив, що «Івака — географічна назва лісового володіння на Північному Уралі». Це місце знаходилось у 20 верстах від Всеволодо-Вільви, де жив Пастернак. Там також знаходились хімічні заводи, пов'язані з виробництвом з тими, де Пастернак працював. Паросль — молодий ліс на вирубках.
- Стрижи
- Эхо
- Три варианта
  - 1. «Когда до тончайшей мелочи…»
  - 2. «Сады тошнит от верст затишья…»
  - 3. «На кустах растут разрывы…»
- Июльская гроза
- После дождя
- Импровизация. Пастернак у юності готувався стати композитором і за шість років одночасно з гімназією пройшов курс консерваторії. З написаних ним творів збереглась соната для фортепіано (1909), тематично близька до вірша.
- Мельницы. Вірш відображає враження від поїздки у Красну Поляну Харківського повіту у липні 1915 року. В автографі 1928 року мало присвячення Володимиру Маяковському.
- На пароходе
- Марбург. Три літні місяці, з травня по серпень 1912 року, Пастернак провів у Німеччині, займаючись філософією в університеті міста Марбурга. Там відбулось його освідчення з І. Висоцькою, яка приїхала до нього. З драматичними подіями у Марбурзі у Пастернака поєдналась перемога Пастернака творчого начала над самогубницькими тенденціями молоді.